# 那覇市の地名
那覇市の地名では、沖縄県那覇市の地名の一覧を記す。

## 現行の町・字
那覇市では、一部の区域で住居表示に関する法律に基づく住居表示が実施されている。
市役所本庁舎以外に、1954年と1957年に2市1村を併合する前の旧市村ごとに、那覇市役所真和志支所、同首里支所、同小禄支所の3支所を設置している。基本的に那覇市はその4地区に区分できるが、那覇新都心が開発されてからは同地区も含めて5つの地域に区分できる。
- 本庁 - 大部分は1954年以前から那覇市であった地域。その後埋め立てにより区域が拡大。
- 真和志 - 戦後、不規則な宅地化（スプロール現象）が進んだ。
- 首里 - 那覇市との合併時から、古都・首里の名を残そうという地元住民の強い願いがあったため、この地域の町名の頭には現在も「首里」の名を冠する。
- 小禄 - ほぼ全域で土地区画整理が進んでおり、住宅街としても整備されている。県外からの移住者の転居地としても人気のある地域といわれている。

| 本庁管内               | 本庁管内               | 本庁管内                 | 本庁管内               | 本庁管内                                                        | 本庁管内             |
| 町名                   | 町名の読み             | 設置年月日               | 住居表示実施年月日     | 住居表示実施直前の町名                                          | 備考                 |
| ---------------------- | ---------------------- | ------------------------ | ---------------------- | --------------------------------------------------------------- | -------------------- |
| 曙一〜三丁目           | あけぼの               | 年月日                   | 1991年2月12日          | 曙1〜3の各全部                                                  |                      |
| 旭町                   | あさひまち             | 年月日                   | 未実施                 |                                                                 |                      |
| 字安謝                 | あじゃ                 | 年月日                   | 未実施                 |                                                                 |                      |
| 安謝一・二丁目         | あじゃ                 | 1999年10月12日           | 1999年10月12日         | 字安謝、字天久、字銘苅の各一部                                  |                      |
| 字天久                 | あめく                 | 年月日                   | 未実施                 |                                                                 |                      |
| 天久一・二丁目         | あめく                 | 1999年10月12日           | 1999年10月12日         | 字安謝、字天久、字銘苅の各一部                                  |                      |
| 泉崎一・二丁目         | いずみざき             | 年月日（一）             | 1990年1月16日          | 泉崎1の全部                                                     |                      |
| 泉崎一・二丁目         | いずみざき             | 2011年11月14日（二）     | 2011年11月14日（一部） | 字二中前の全部及び字楚辺の一部                                  |                      |
| 泉崎一・二丁目         | いずみざき             | 2011年11月14日（二）     | 未実施（上記以外）     |                                                                 |                      |
| 字上之屋               | うえのや               | 年月日                   | 未実施                 |                                                                 |                      |
| 上之屋一丁目           | うえのや               | 1999年10月12日           | 1999年10月12日         | 字天久、字上之屋、泊1・2の各一部                                |                      |
| 奥武山町               | おおのやまちょう       | 年月日                   | 未実施                 |                                                                 |                      |
| おもろまち一〜四丁目   | おもろまち             | 1999年10月12日           | 1999年10月12日         | 字安里、字安謝、字天久、字上之屋、字真嘉比、字銘苅、泊1の各一部 |                      |
| 久米一・二丁目         | くめ                   | 年月日                   | 1984年9月25日          | 久米1・2の各全部                                                |                      |
| 久茂地一〜三丁目       | くもじ                 | 年月日                   | 1983年10月11日         | 久茂地1〜3の各全部                                              |                      |
| 古波蔵三・四丁目       | こはぐら               | 1983年10月11日           | 1983年10月11日         | 字古波蔵、字国場の各一部                                        |                      |
| 楚辺一〜三丁目         | そべ                   | 1981年9月14日（一・二）  | 1981年9月14日          | 字楚辺、字二中前、字与儀、字古波蔵の各一部                      |                      |
| 辻一〜三丁目           | つじ                   | 年月日                   | 1985年11月5日          | 辻1〜3の各全部                                                  |                      |
| 壺川一〜三丁目         | つぼがわ               | 年月日                   | 年月日                 |                                                                 |                      |
| 壺屋一丁目             | つぼや                 | 1979年11月26日           | 1979年11月26日         | 壺屋町、字与儀、字樋川の各一部                                  |                      |
| 泊一〜三丁目           | とまり                 | 年月日                   | 未実施                 |                                                                 |                      |
| 通堂町                 | とんどうちょう         | 年月日                   | 1985年11月5日          | 通堂町の全部                                                    |                      |
| 西一〜三丁目           | にし                   | 年月日                   | 1985年11月5日          | 西1〜3の各全部                                                  |                      |
| 東町                   | ひがしまち             | 年月日                   | 1985年11月5日          | 東町の全部                                                      |                      |
| 樋川一・二丁目         | ひがわ                 | 1981年9月14日            | 1981年9月14日          | 字樋川の全部及び字楚辺、字与儀の各一部                          |                      |
| 前島一〜三丁目         | まえじま               | 年月日                   | 1986年11月25日         | 前島1〜3の各全部                                                |                      |
| 牧志一〜三丁目         | まきし                 | 1979年11月26日           | 1979年11月26日         | 牧志町1・2、字松尾、壺屋町の各一部                              |                      |
| 松尾一・二丁目         | まつお                 | 1979年11月26日           | 1979年11月26日         | 牧志町1、字松尾、字樋川、字二中前の各一部                       |                      |
| 松山一・二丁目         | まつやま               | 年月日                   | 1988年10月11日         | 松山1・2の各全部                                                |                      |
| 港町一〜四丁目         | みなとまち             | 年月日                   | 1991年11月5日          | 港町1〜4の各全部                                                |                      |
| 字銘苅                 | めかる                 | 年月日                   | 未実施                 |                                                                 |                      |
| 銘苅一〜三丁目         | めかる                 | 1999年10月12日           | 1999年10月12日         | 字古島、字真嘉比、字安謝、字銘苅の各一部                        |                      |
| 山下町                 | やましたちょう         | 年月日                   | 1991年11月5日          | 山下町、垣花町2・3の各一部                                      |                      |
| 若狭一〜三丁目         | わかさ                 | 年月日                   | 1986年11月25日         | 若狭1〜3の各全部                                                |                      |
| 垣花町                 | かきのはなちょう       | 年月日                   | 未実施                 |                                                                 |                      |
| 垣花町一〜三丁目       | かきのはなちょう       | 年月日                   | 未実施                 |                                                                 |                      |
| 住吉町一〜三丁目       | すみよしちょう         | 年月日                   | 未実施                 |                                                                 |                      |
| 真和志支所管内         |                        |                          |                        |                                                                 |                      |
| 町名                   | 町名の読み             | 設置年月日               | 住居表示実施年月日     | 住居表示実施直前の町名                                          | 備考                 |
| 古波蔵一・二丁目       | こはぐら               | 1983年10月11日（二）     | 1983年10月11日         | 字古波蔵の一部                                                  |                      |
| 古波蔵一・二丁目       | こはぐら               | 2013年11月25日（一）     | 2013年11月25日         | 字古波蔵の全部及び古波蔵2の各一部                               |                      |
| 壺屋二丁目             | つぼや                 | 1979年11月26日           | 1979年11月26日         | 壺屋町、字寄宮の各一部                                          |                      |
| 字与儀                 | よぎ                   | 年月日                   | 未実施                 |                                                                 |                      |
| 与儀一・二丁目         | よぎ                   | 1981年9月14日（一）      | 1981年9月14日          | 字与儀の一部                                                    |                      |
| 与儀一・二丁目         | よぎ                   | 1996年9月17日（二）      | 1996年9月17日          | 宇与儀、楚辺2の各一部                                           |                      |
| 字安里                 | あさと                 | 年月日                   | 未実施                 |                                                                 |                      |
| 安里一〜三丁目         | あさと                 | 1979年11月26日（一・二） | 1979年11月26日         | 字安里、牧志町2の各一部                                         |                      |
| 安里一〜三丁目         | あさと                 | 1995年11月6日（三）      | 1995年11月6日          | 字安里の一部                                                    |                      |
| 字上間                 | うえま                 | 年月日                   | 未実施                 |                                                                 |                      |
| 上間一丁目             | うえま                 | 1988年10月11日           | 1988年10月11日         | 字上間の一部                                                    |                      |
| 字国場                 | こくば                 | 年月日                   | 未実施                 |                                                                 |                      |
| 字識名                 | しきな                 | 年月日                   | 未実施                 |                                                                 |                      |
| 識名一〜四丁目         | しきな                 | 1986年11月25日           | 1986年11月25日         | 字識名、字寄宮、字繁多川、字真地の各一部                        |                      |
| 字大道                 | だいどう               | 年月日                   | 未実施                 |                                                                 |                      |
| 字仲井真               | なかいま               | 年月日                   | 未実施                 |                                                                 |                      |
| 長田一・二丁目         | ながた                 | 1979年11月26日           | 1979年11月26日         | 字寄宮、字国場、字上間の各一部                                  |                      |
| 繁多川一〜五丁目       | はんたがわ             | 1982年9月20日（一〜四）  | 1982年9月20日          | 字繁多川、字松川、字真地、首里金城町3・4の各一部                |                      |
| 繁多川一〜五丁目       | はんたがわ             | 1986年11月25日（五）     | 1986年11月25日         | 字繁多川、字識名、字真地の各一部                                |                      |
| 字古島                 | ふるじま               | 年月日                   | 未実施                 |                                                                 |                      |
| 古島一・二丁目         | ふるじま               | 1999年5月1日             | 未実施                 |                                                                 | 町名地番整理実施区域 |
| 字真地                 | まあじ                 | 年月日                   | 未実施                 |                                                                 |                      |
| 字真嘉比               | まかび                 | 年月日                   | 未実施                 |                                                                 |                      |
| 真嘉比一〜三丁目       | まかび                 | 2014年3月1日             | 2014年3月1日（一部）   | 字真嘉比、字大道、字古島、字松川の各一部                        |                      |
| 松島一・二丁目         | まつしま               | 2013年8月5日（二）       | 2013年8月5日（一部）   | 字古島の一部                                                    |                      |
| 松島一・二丁目         | まつしま               | 2013年8月5日（二）       | 未実施（上記以外）     |                                                                 | 町名地番整理実施区域 |
| 松島一・二丁目         | まつしま               | 2014年3月1日（一）       | 2014年3月1日（一部）   | 字真嘉比、字古島、字松川の各一部                                |                      |
| 松島一・二丁目         | まつしま               | 2014年3月1日（一）       | 未実施（上記以外）     |                                                                 | 町名地番整理実施区域 |
| 字松川                 | まつがわ               | 年月日                   | 未実施                 |                                                                 |                      |
| 松川一〜三丁目         | まつがわ               | 1982年9月20日            | 1982年9月20日          | 字松川、字大道、字繁多川、首里寒川町1・2の各一部                |                      |
| 三原一〜三丁目         | みはら                 | 1980年9月16日            | 1980年9月16日          | 壷屋町、字大道、字繁多川の各一部                                |                      |
| 字寄宮                 | よりみや               | 年月日                   | 未実施                 |                                                                 |                      |
| 寄宮一〜三丁目         | よりみや               | 1980年9月16日            | 1980年9月16日          | 字寄宮の一部                                                    |                      |
| 首里支所管内           |                        |                          |                        |                                                                 |                      |
| 町名                   | 町名の読み             | 設置年月日               | 住居表示実施年月日     | 住居表示実施直前の町名                                          | 備考                 |
| 首里赤田町一〜三丁目   | しゅりあかたちょう     | 年月日                   | 未実施                 |                                                                 |                      |
| 首里赤平町一・二丁目   | しゅりあかひらちょう   | 年月日                   | 未実施                 |                                                                 |                      |
| 首里池端町             | しゅりいけはたちょう   | 年月日                   | 未実施                 |                                                                 |                      |
| 首里石嶺町一〜四丁目   | しゅりいしみねちょう   | 年月日                   | 未実施                 |                                                                 |                      |
| 首里大名町一〜三丁目   | しゅりおおなちょう     | 年月日                   | 未実施                 |                                                                 |                      |
| 首里大中町一・二丁目   | しゅりおおなかちょう   | 年月日                   | 未実施                 |                                                                 |                      |
| 首里金城町一〜四丁目   | しゅりきんじょうちょう | 年月日                   | 未実施                 |                                                                 |                      |
| 首里儀保町一〜四丁目   | しゅりぎぼちょう       | 年月日                   | 未実施                 |                                                                 |                      |
| 首里久場川町一・二丁目 | しゅりくばがわちょう   | 年月日                   | 未実施                 |                                                                 |                      |
| 首里崎山町一〜四丁目   | しゅりさきやまちょう   | 年月日                   | 未実施                 |                                                                 |                      |
| 首里寒川町一・二丁目   | しゅりさむかわちょう   | 年月日                   | 未実施                 |                                                                 |                      |
| 首里末吉町一〜四丁目   | しゅりすえよしちょう   | 年月日（一〜三）         | 未実施                 |                                                                 |                      |
| 首里末吉町一〜四丁目   | しゅりすえよしちょう   | 1999年5月1日（四）       | 未実施                 |                                                                 | 町名地番整理実施区域 |
| 首里平良町一・二丁目   | しゅりたいらちょう     | 年月日                   | 未実施                 |                                                                 |                      |
| 首里汀良町一〜三丁目   | しゅりてらちょう       | 年月日                   | 未実施                 |                                                                 |                      |
| 首里当蔵町一〜三丁目   | しゅりとうのくらちょう | 年月日                   | 未実施                 |                                                                 |                      |
| 首里桃原町一・二丁目   | しゅりとうばるちょう   | 年月日                   | 未実施                 |                                                                 |                      |
| 首里鳥堀町一〜五丁目   | しゅりとりほりちょう   | 年月日                   | 未実施                 |                                                                 |                      |
| 首里真和志町一・二丁目 | しゅりまわしちょう     | 年月日                   | 未実施                 |                                                                 |                      |
| 首里山川町一〜三丁目   | しゅりやまがわちょう   | 年月日                   | 未実施                 |                                                                 |                      |
| 小禄支所管内           |                        |                          |                        |                                                                 |                      |
| 町名                   | 町名の読み             | 設置年月日               | 住居表示実施年月日     | 住居表示実施直前の町名                                          | 備考                 |
| 字赤嶺                 | あかみね               | 年月日                   | 未実施                 |                                                                 |                      |
| 赤嶺一・二丁目         | あかみね               | 1997年9月13日            | 未実施                 |                                                                 | 町名地番整理実施区域 |
| 字宇栄原               | うえばる               | 年月日                   | 未実施                 |                                                                 |                      |
| 宇栄原一〜六丁目       | うえばる               | 1984年9月25日（一〜三）  | 1984年9月25日          | 字宇栄原、字田原、字赤嶺、字小禄、字高良の各一部                |                      |
| 宇栄原一〜六丁目       | うえばる               | 2011年5月23日（四〜六）  | 2011年5月23日          | 字宇栄原の一部                                                  |                      |
| 字小禄                 | おろく                 | 年月日                   | 未実施                 |                                                                 |                      |
| 小禄一〜五丁目         | おろく                 | 年月日（一）             | 1987年11月24日         | 小禄1の全部                                                     |                      |
| 小禄一〜五丁目         | おろく                 | 年月日（二〜五）         | 未実施                 |                                                                 | 町名地番整理実施区域 |
| 字鏡水                 | かがみず               | 年月日                   | 未実施                 |                                                                 |                      |
| 鏡原町                 | きょうはらちょう       | 年月日                   | 1987年11月24日         | 鏡原町の全部                                                    |                      |
| 字具志                 | ぐし                   | 年月日                   | 未実施                 |                                                                 |                      |
| 具志一〜三丁目         | ぐし                   | 1995年1月17日            | 1995年1月17日          | 具志1の全部及び具志2・3、字具志、字高良の各一部                 |                      |
| 字高良                 | たから                 | 年月日                   | 未実施                 |                                                                 |                      |
| 高良一〜三丁目         | たから                 | 1985年11月5日（一・二）  | 1985年11月5日          | 字高良、字宇栄原の各一部                                        |                      |
| 高良一〜三丁目         | たから                 | 1985年11月5日（三）      | 1991年11月25日         | 高良3の全部及び字高良、字宇栄原の各一部                         |                      |
| 字田原                 | たばる                 | 年月日                   | 未実施                 |                                                                 |                      |
| 田原一〜四丁目         | たばる                 | 年月日                   | 未実施                 |                                                                 | 町名地番整理実施区域 |
| 字当間                 | とうま                 | 年月日                   | 未実施                 |                                                                 |                      |
| 字宮城                 | みやぐすく             | 年月日                   | 未実施                 |                                                                 |                      |
| 宮城一丁目             | みやぐすく             | 1995年1月17日            | 1995年1月17日          | 宮城1の全部及び字宮城、字具志、字高良の各一部                   |                      |
| 字安次嶺               | あしみね               | 年月日                   | 未実施                 |                                                                 |                      |
| 字大嶺                 | おおみね               | 年月日                   | 未実施                 |                                                                 |                      |
| 金城一〜五丁目         | かなぐすく             | 年月日                   | 未実施                 |                                                                 | 町名地番整理実施区域 |

## 町字の変遷
明治期、市町村制が確立してから現在に至るまでの町や字の変遷を示す。那覇市は市制当初の那覇市(旧那覇区)も含め、3市1村が合併して成立しているが、各旧市村ごとで変遷にも特徴があるため、各旧市村ごとに示す。

### 市制当初の市域
最初期の字
まず、1896年に那覇区として区制施行した時点では以下の字があった。
- 西
- 東
- 若狭町
- 泉崎
- 泊
- 久米
- 久茂地

また、1903年の市域拡大で以下の字が発足した。
- 垣花
- 牧志

町名設置
1914年、区全域で町名設置が行われ、字はすべて廃止となった。また、以下の町名は現在までにほとんどが廃止されているが、現存するものには☆印を付す。
- 辻町1〜3丁目（西）
- 西新町1〜3丁目（西）
- 西本町1〜5丁目（西）
- 上之蔵町1〜2丁目（西・東）
- 通堂町1〜3丁目（西・東）
- 東町1〜5丁目（東）
- 若狭町1〜2丁目（若狭町）
- 松山町1〜2丁目（若狭町）
- 上泉町1〜3丁目（泉崎）
- 下泉町1〜2丁目（泉崎）
- 旭町（泉崎）☆
- 壺屋町（泉崎）
- 崇元寺町1〜2丁目（泊）
- 高橋町1〜2丁目（泊）
- 前島町1〜2丁目（泊）
- 久米町1〜2丁目（久米）
- 天妃町1〜2丁目（久米）
- 久茂地町1〜2丁目（久茂地）
- 美栄橋町1〜2丁目（久茂地）
- 松下町1〜2丁目（久茂地）
- 山下町1〜3丁目（垣花）
- 垣花町1〜3丁目（垣花）☆
- 住吉町1〜3丁目（垣花）☆
- 牧志町1〜2丁目（牧志）

その後、1921年に市制施行し、那覇市となった。以下、そこから1960年代までに追加された町名を記す。なお、これらの町もすべて廃止済みである。
- 重民町（1958年、埋立）
- 鏡原町1〜3丁目（1959年、埋立）
- 泉町3丁目（1962年、上泉町1〜3丁目、楚辺、二中前）

1971年以降、中心部は町名整理が行われ、上記の町のうち、☆のついた3町以外すべて整理される。以下、それらの町名を列挙する。これらの大半が1971年に設置されたため、同年設置のものは年表記を略す。
- 泉崎1〜2丁目（泉町3丁目・上泉町1〜3丁目・下泉町1〜2丁目・美栄橋町1丁目・東町3〜5丁目・二中前・松尾）
- 久米1〜2丁目（辻町1丁目・天妃町1〜2丁目・上之蔵町1〜2丁目・松山町1丁目・松下町1丁目・久米町1〜2丁目）
- 松山1〜2丁目（松山町1〜2丁目・松下町1〜2丁目・若狭町1〜2丁目・久米町2丁目・久茂地町2丁目）
- 久茂地1〜3丁目（久茂地町1〜2丁目・美栄橋町1〜2丁目・上泉町2丁目・下泉町1〜2丁目・久米町1丁目・東町4丁目・松山町2丁目・松下町1〜2丁目・松尾）
- 辻1〜3丁目（辻町1〜3丁目・上之蔵町1〜2丁目・西新町3丁目）
- 泊1〜3丁目（崇元寺町1〜2丁目・高橋町1〜2丁目・安里・上之屋）
- 西1〜3丁目（上之蔵町1丁目・西本町1〜5丁目・西新町1〜3丁目・通堂町1〜2丁目）
- 前島1〜3丁目（前島町1〜2丁目・松山町2丁目・重民町）
- 若狭1〜3丁目（若狭町1〜2丁目・重民町）
- 通堂町（通堂町1〜2丁目・西新町1〜2丁目）
- 東町（東町1〜5丁目・天妃町1〜2丁目・上之蔵町1丁目）
- 奥武山町（1974年、通堂町3丁目・鏡原町1丁目・山下町1丁目）
- 垣花町（1974年、山下町1〜2丁目・通堂町3丁目）
- 鏡原町（1974年、鏡原町1〜3丁目・小禄）
- 山下町（1974年、山下町1〜3丁目・垣花町2丁目・小禄）
- 壺屋1〜2丁目（1979年、壺屋町・樋川・与儀・寄宮）
- 牧志1〜3丁目（1979年、牧志町1〜2丁目・壺屋町）

### 旧首里市
まず、1896年に首里区として区制施行した時点では以下の字があった。
- 赤田
- 赤平
- 町端
- 大中
- 金城
- 儀保
- 久場川
- 崎山
- 寒水川（そんがわ）
- 汀志良次
- 当蔵
- 桃原
- 鳥小堀
- 真和志
- 山川

1906年と1908年に分けて、西原間切から2村編入し、以下の字となった。
- 平良
- 石嶺

1914年、石嶺を除き町名設置が行われ、以下の町が置かれた。
- 赤田町1〜3丁目
- 赤平町1〜2丁目
- 池端町（町端）
- 大中町1〜2丁目
- 金城町1〜4丁目
- 儀保町1〜4丁目
- 久場川町1〜2丁目
- 崎山町1〜4丁目
- 寒川町1〜2丁目（寒水川）
- 汀良町1〜3丁目（汀志良次）
- 当蔵町1〜3丁目
- 桃原町1〜2丁目
- 鳥堀町1〜5丁目（鳥小堀）
- 真和志町1〜2丁目
- 山川町1〜3丁目
- 平良町1〜2丁目

1920年、西原村から以下の字を編入した。
- 大名（西原村時代は「石嶺」）
- 末吉

1921年、市制し首里市となった。そして、大正末期、残された3字も町名設置が行われた。
- 石嶺町1〜4丁目
- 大名町1〜3丁目
- 末吉町1〜3丁目

1954年、那覇市編入にあたり、町名の頭に「首里」をつけることとなり、現在まで存続している。

首里市○○町(n丁目)→那覇市首里○○町(n丁目)
以後、基本的に町名整理は行われていないが、1999年、区画整理に伴い、末吉町4丁目が新設された。（住居表示ではなく地番整理。設置前の旧町字名は不詳）

### 旧真和志市
字
1908年に島嶼町村制により真和志村が発足した当時の字について列挙する。なお、以下の字のうち、現存しないものに×を付す。
- 安里
- 安謝
- 天久
- 上間
- 国場
- 古波蔵×
- 識名
- 仲井真
- 真嘉比
- 松川
- 与儀

戦後、具体的な年は不詳であるが、以下の字が分立し、計23字となった。
- 大道（安里）
- 銘苅×（安謝）
- 上之屋（天久）
- 楚辺（古波蔵）
- 壺川×（古波蔵）
- 二中前×（古波蔵）
- 松尾×（古波蔵）
- 繁多川×（識名）
- 真地（識名）
- 古島（真嘉比）
- 樋川×（与儀）
- 寄宮（与儀）

町名設置
以後、順次町名設置が行われている。
- 曙1〜3丁目（1972年、天久・上之屋・安謝）
- 松川1〜3丁目（1972年、松川・大道・繁多川・首里寒川町1〜2丁目）
- 港町1〜4丁目（3丁目まで1972年・4丁目は1980年、天久・上之屋・埋立）
- 安里1〜3丁目（2丁目まで1979年・3丁目は1995年、安里）
- 長田1〜2丁目（1979年、寄宮・国場・上間）
- 松尾1〜2丁目（1979年、松尾・二中前・樋川・牧志町1丁目）
- 三原1〜3丁目（1980年、大道・繁多川・壺屋町）
- 寄宮1〜3丁目（1980年、寄宮・壺屋町）
- 与儀1～2丁目（1丁目は1981年・2丁目は1996年、与儀・楚辺2）
- 楚辺1〜3丁目（2丁目まで1981年・3丁目は年不詳、二中前・楚辺・古波蔵・与儀など）
- 樋川1〜2丁目（1981年、樋川・楚辺・与儀）
- 繁多川1〜5丁目（4丁目まで1982年・5丁目は1986年、繁多川・松川・真地・識名・首里金城町2〜4丁目）
- 古波蔵1〜4丁目（2丁目以降は1983年・1丁目は2013年、古波蔵）
- 識名1〜4丁目（1986年、識名・寄宮・繁多川・真地）
- 上間1丁目（1988年、上間）
- 壺川1〜3丁目（年不詳、壺川など）
- 安謝1〜2丁目（1999年、安謝・天久・銘苅）
- 天久1〜2丁目（1999年、安謝・天久・銘苅）
- 上之屋1丁目（1999年、天久・上之屋・泊1〜2丁目）
- おもろまち1〜4丁目（1999年、安里・安謝・天久・上之屋・真嘉比・銘苅・泊1丁目）
- 銘苅1〜3丁目（1999年、古島・真嘉比・安謝・銘苅）
- 古島1〜2丁目（1999年、古島など）
- 松島1〜2丁目（2丁目は2013年・1丁目は2014年、真嘉比・古島・松川）
- 真嘉比1〜3丁目（2014年、真嘉比・大道・古島・松川）

### 旧小禄村
字
1908年に島嶼町村制により小禄村が発足した当時の字について列挙する。
- 安次嶺
- 宇栄原
- 大嶺
- 小禄
- 鏡水
- 具志
- 高宮城：1951年、高良と宮城に分割し、消滅。
- 当間

1951年、以下の字が分立し、計12字となった。
- 赤嶺（安次嶺）
- 金城×（安次嶺）：町名設置により現存せず
- 田原（小禄）
- 高良（高宮城）
- 宮城（高宮城）

町名設置
以後、順次町名設置が行われている。
- 小禄1～5丁目（1丁目は1976年・2丁目以降は不詳、小禄ほか）
- 宇栄原1〜6丁目（3丁目までは1984年・4丁目以降は2011年、赤嶺・田原・宇栄原・小禄）
- 高良1〜3丁目（1985年、高良・宇栄原）
- 田原1〜4丁目（年不詳、田原など）
- 金城1〜5丁目（年不詳、金城など）
- 具志1〜3丁目（1995年、具志・高良）
- 宮城1丁目（1995年、宮城・具志・高良）
- 赤嶺1〜2丁目（1997年、赤嶺など）

## 脚註
1. ↑  “住所対照簿（新旧）”. www.city.naha.okinawa.jp. 2019年9月23日閲覧。